# بيرنارد هوفستيد
بيرنارد هوفستيد (بالهولندية: Bernard Hofstede)‏ (22 سبتمبر 1980 في هولندا - ) هو لاعب كرة قدم هولندي في مركز الوسط. لعب مع في في في فينلو ونادي فولندام وهيراكليس ألميلو وDe Treffers ‏ وفورتونا سيتارد.

## وصلات خارجية
- بيرنارد هوفستيد على موقع قاعدة بيانات كرة القدم.إي يو (الإنجليزية)
- بيرنارد هوفستيد على موقع Soccerway.com (الإنجليزية)